# Pwllheli
Pwllheli /pʊɬˈhɛlɪ/ (Ausspracheⓘ) ist eine Community und Marktstadt im County Gwynedd (Nordwest-Wales).

## Allgemeines
Pwllheli liegt an der Südostküste der Lleyn-Halbinsel (walisisch: Penrhyn Llŷn) an der Irischen See. Der Name Pwllheli bedeutet „Salzwasserbecken“ oder „Hafenbecken“.
81 % der Einwohner (bei den 10–14-Jährigen sogar 94 %) sprechen Walisisch als Hauptsprache, hier wurde auch die Plaid Cymru („The Party of Wales“) gegründet, die eine Selbständigkeit von Wales innerhalb der Europäischen Union befürwortet. Pwllheli ist der Geburtsort von Albert Evans-Jones, der von 1950 bis 1953 Erzdruiden des Gorsedd Beirdd Ynys Prydain, einer walisischen Bardenvereinigung, war.
Die Stadt besitzt eine Primary School (Ysgol Cymerau) und eine Secondary School (Ysgol Glan y Môr), sowie das Coleg Meirion-Dwyfor, eine weiterbildende Anstalt.
In Pwllheli fanden 1925, 1955 und 2023 die National Eisteddfod (Feste der Literatur, der Musik und des Gesangs in Wales) und schon 1875 ein inoffizielles Treffen dieser Organisation statt. Zwischen 1946 und 1999 war das Butlin’s Holiday Camp Pwllheli (ab 1990: Starcoast World) ein wichtiger Touristenmagnet, seit 1999 wird das Resort von Haven Holidays betrieben. Zum Tourismus tragen auch zwei Badestrände am Pwllheli-Beach, eine Marina mit dem Pwllheli Sailing Club und der Clwb Golff Pwllheli einen wesentlichen Teil bei.
Der Ort beheimatet das Association Football Team Pwllheli F.C. und das Rugby Union Team Pwllheli RFC.
Bardsey Island (Ynys Enlli) in der Bucht von Pwllheli wird in manchen walisischen Mythen als der geheimnisvolle Ort Avallun angesehen (siehe auch Avalon). In der Bucht wurden vom 14. bis 22. August 2013 die Junioren-Europameisterschaften der Bootsklassen 420er und 470er ausgetragen.

## Geschichte und Verkehr
Edward der „Schwarze Prinz“ verlieh 1355 der Ortschaft das Stadtrecht und die Erlaubnis, jeden Mittwoch einen Markttag auf dem Maes („Feld“) in der Stadtmitte abzuhalten. Schiffsbau und Fischerei, sowie die Granitsteinbrüche am Gimlet Rock (Carreg yr Imbill) trugen zum Wohlstand der Gemeinde bei.
Um 1890 wurde die Stadt ausgebaut, es entstanden die Promenade und das Viertel West End. Eine privat geführte Straßenbahn, die Pwllheli and Llanbedrog Tramway, vorerst als Pferdebahn (1899–1919), von Pwllheli nach Llanbedrog wurde gebaut, die bis 1927 bestand. Dann wurde sie teilweise durch Sturmschäden zerstört, später von der Gemeinde übernommen und der unbeschädigte Teil weiterbetrieben. Die Solomon-Brücke an der Tramway-Trasse über den Afon Cymerau bei der Mündung in den Hafen, ebenfalls 1890 errichtet, dient heute dem Straßenverkehr.
Der Bahnhof ist Endpunkt der Cambrian Coast Railway, der vormaligen Aberystwith and Welsh Coast Railway, einer Strecke der Cambrian Railways (Llinell Cambria) die von Shrewsbury (in Shropshire, England) über Machynlleth nach Pwllheli kommt.

## Galerie

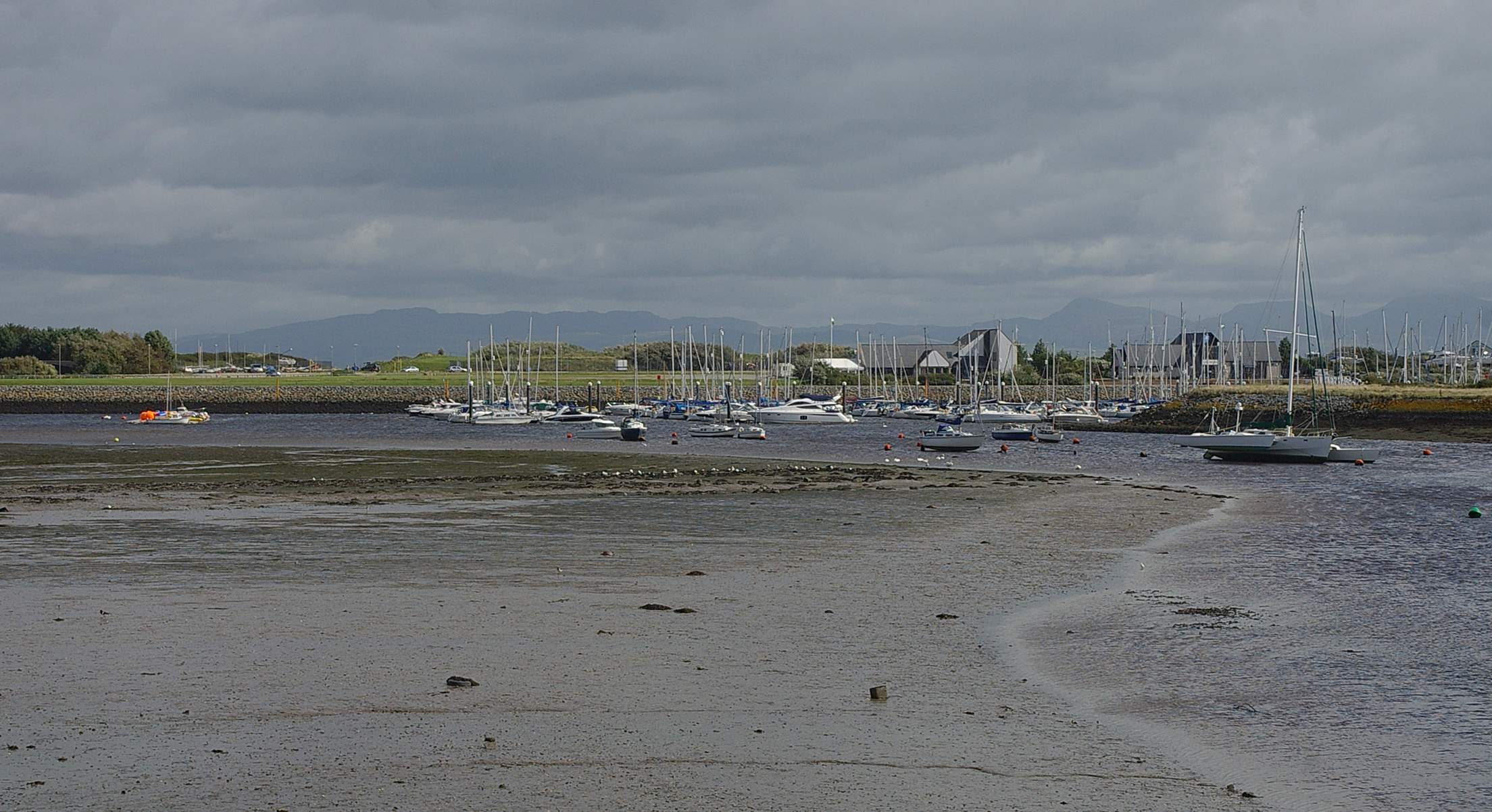
Hafenbecken
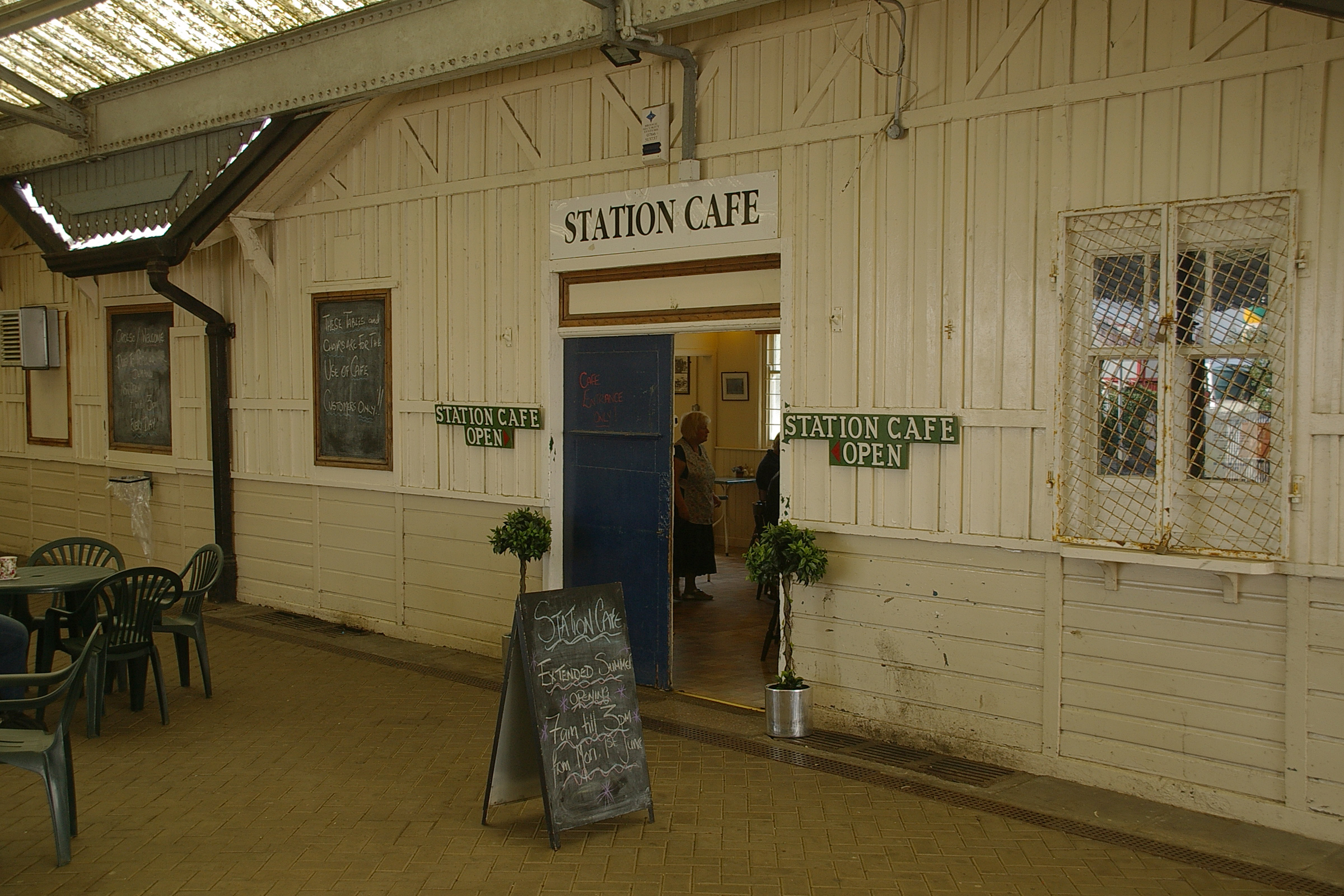
Bahnhof
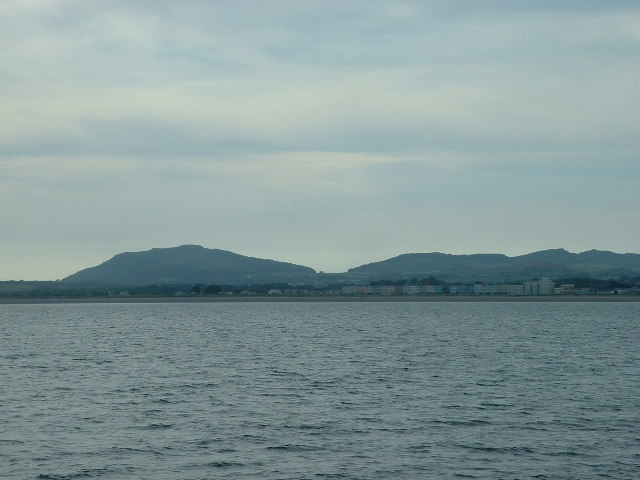
Pwllheli-Beach
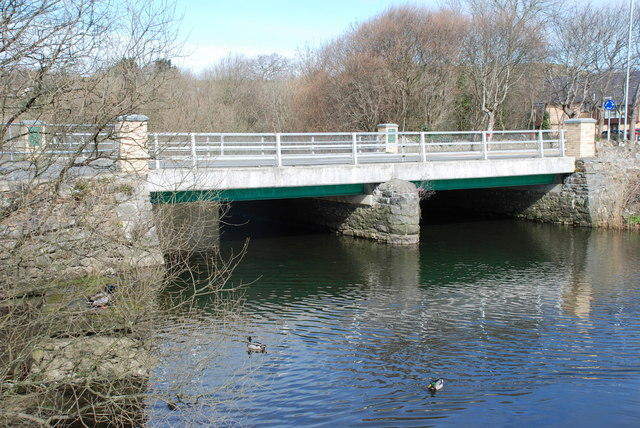
Solomon-Brücke
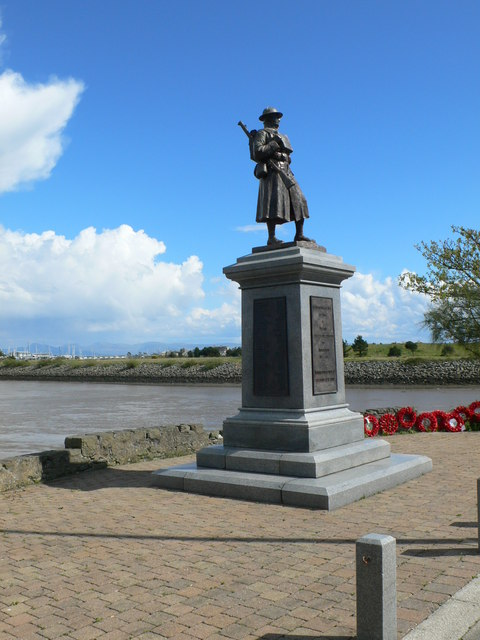
Kriegerdenkmal
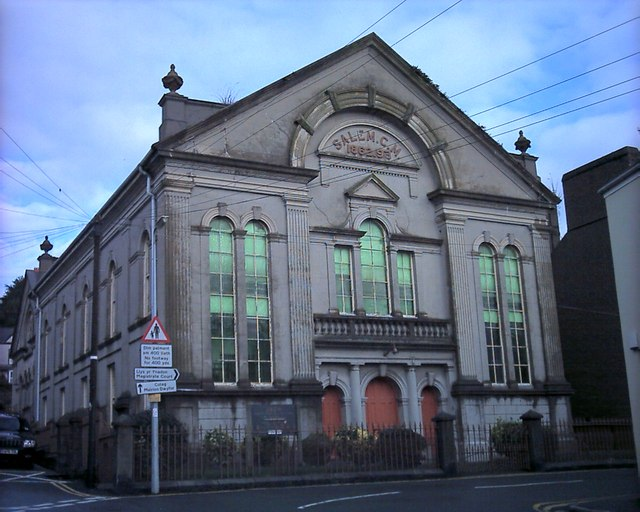
Capel Salem

## Persönlichkeiten
In Pwllheli lebte und starb die Historikerin und Schriftstellerin Jan Morris.